# محاصره اوئدا

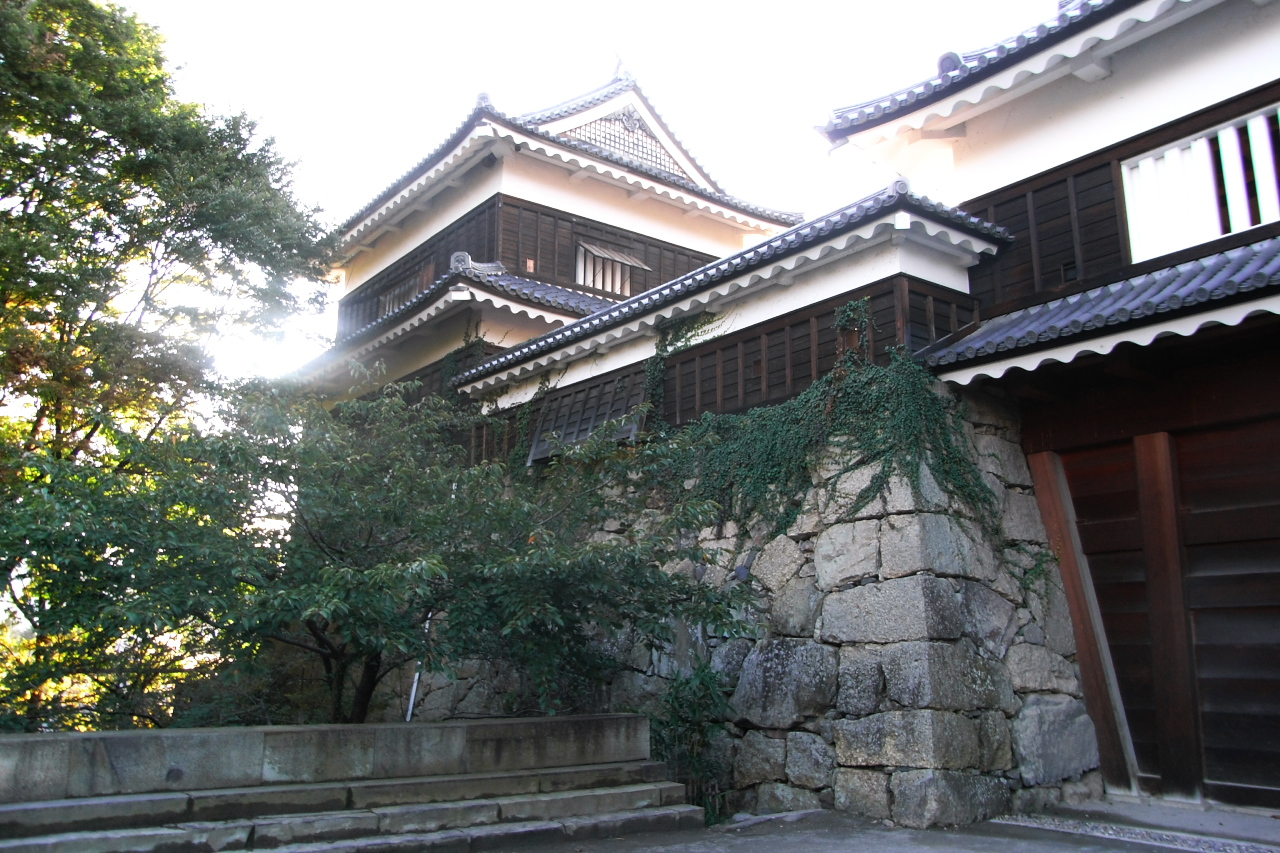
قلعه اوئدا

محاصره اوئدا (انگلیسی: Siege of Ueda) به دو نبرد جداگانه گفته می‌شود. بار نخست محاصره در سال ۱۵۸۵ رخ داد. بار نخست محاصره نبرد کانگاوا نیز نامیده می‌شود. بار دوم محاصره در سال ۱۶۰۰ بود که یکی از نبردهای وابسته به نبرد سکیگاهارا بشمار می‌آید.